# Куле, Клод
Клод Куле (фр. Claude Coulais; 23 января 1924, Ла-Шатеньере, Франция — 3 ноября 2009, Рюэй-Мальмезон, Франция) — французский политик и государственный деятель, мэр Нанси (1977—1983). Входил в партии Независимые республиканцы и Союз за французскую демократию.

## Политическая карьера
- Депутат Собрания департамента Мёрт и Мозель от Независимых республиканцев (1973—1976)
- Депутат Собрания департамента Мёрт и Мозель от Союза за французскую демократию (1978—1981)
- Государственный секретарь при министре промышленности и изысканий в правительстве Раймона Барра (20 декабря 1976 — 20 марта 1977)
- Государственный секретарь при министре промышленности, коммерции и ремёсел в правительстве Раймона Барра (1 апреля 1977 — 31 марта 1978)
- Мэр Нанси (1977—1983)

## Награды
- Кавалер ордена Почётного легиона (1997)[2]